# Експоненційний розподіл втрат у страхуванні
Для страхової компанії ризик втрати, що приймається на страхування — це негативна по своїх можливих економічних наслідках випадкова величина. Значення її характеристик дозволяє дати їй вартісну оцінку, а також — прогноз фінансового стану компанії.
Нехай є фактичні значення збитку її, який був понесений однаковими об'єктами в результаті страхового випадку впродовж деякого часу. Тоді можна вважати, що відомі вибіркові оцінки для середнього значення і дисперсії випадкової величини {\displaystyle Y}, що описує можливі втрати в результаті страхового випадку. Тоді, виникає задача підбору гіпотетичного розподілу {\displaystyle f_{Y}(x)}, що найкращим чином відповідає фактичним даним. У актуарній літератрі застосовуються розподіли для опису за одним договором і по одному страховому випадку.

## Основний інструмент актуарних розрахунків
Це теорія ймовірностей, оскільки застраховані ризики є випадковими величинами. Тому при здійсненні страхових операцій взагалі, а при актуарних розрахунках зокрема, доводиться збирати, обробляти і оцінювати випадкові величини. Потім на основі отриманих результатів розраховується ціна страхових продуктів і розмір страхових платежів. Проте використання тільки теорії ймовірності не в змозі надати необхідні цифрові дані для практичного використання страхових операцій. Вони, в свою чергу, можуть бути отримані на основі спостережень.
Під випадковою подією у страхуванні розуміють страховий випадок, що може відбутися чи не відбутися.
При знаходженні ймовірності {\displaystyle P(A)} настання страхової події {\displaystyle A} не можна користуватися класичним означенням. В цьому випадку користуються статистичним означенням, при якому під ймовірністю {\displaystyle P(A)} розуміють число, навколо якого коливається відносна частота настання події {\displaystyle A} в довгих серіях експерименту (відносна частота — відношення числа випробувань, у яких подія {\displaystyle A} з'явилася, до загального числа проведених випробувань).
Розглядають дискретні та неперервні випадкові величини.
у страхуванні до дискретних належать — кількість укладених договорів із певного виду страхування, кількість страхових випадків та поданих згідно з ними запитів про виплату відшкодування; до неперервних — загальний обсяг відповідальності згідно з укладеними договорами, а також часові показники: проміжки часу між укладанням договорів страхування та виплатою страхового відшкодування за окремими взятими договорами.
Випадкові величини описуються законами або функціями розподілу ймовірностей та певними числовими характеристиками.

## Експоненційний розподіл
Це розподіл неперервної випадкової величини {\displaystyle Y} з параметром {\displaystyle \lambda >0}, заданий законом:
{\displaystyle f_{Y}(x)=\left\{{\begin{matrix}\lambda \,e^{-\lambda (x-x_{0})}&,\;x\geq x_{0},\\0&,\;x<x_{0}.\end{matrix}}\right.}.

## Щільність розподілу
{\displaystyle f_{Y}(x)=\lambda \,e^{-\lambda (x)};x\geq 0}.

## Середнє значення і дисперсія
{\displaystyle EY={1 \over \lambda }}
{\displaystyle VarY={1 \over \lambda ^{2}}}

Для експоненційно розподіленої величини середнє дорівнює середньоквадратичному відхиленню, що є доволі жорсткою умовою.
Відзначимо, що, припускаючи експоненційний розподіл для втрат, ми таким чином маємо на увазі можливість катастрофічно великих значень збитків (немає обмеження на Х зверху). Проте, щільність експоненційного розподілу є швидкою спадаючою функцією, що робить імовірність великих збитків нікчемно малою.
Характерна межа експоненційного розподілу — значна кількість невеликих позовів і можливість рідкісних дуже великих позовів, тобто воно є асиметричним і «довгохвостим».

## Приклад застосування експоненційного розподілу
Одна з найбільш уживаних моделей у страховій математиці — це класична модель ризику. У цій моделі розміри виплат, що їх проводить страхова компанія, утворюють послідовність незалежних випадкових величин, однаково розподілених з функцією розподілу {\displaystyle P(x)}. Припустимо, що {\displaystyle P(x)} має експоненційний розподіл, причому середня величина позову {\displaystyle M=1} , тобто {\displaystyle P(x)=1-e^{-x}}; {\displaystyle x>0}. Тоді ймовірність банкрутства {\displaystyle W(u)=(1/1+Oi)*e}, де {\displaystyle Oi} — відносна страхова надбавка,{\displaystyle u} — початковий капітал. У випадку, коли виплати страхової компанії мають не експоненційний розподіл, вказати точну формулу для ймовірності банкрутства {\displaystyle W(u)} практично неможливо.